# Strem
Strem è un comune austriaco di 919 abitanti nel distretto di Güssing, in Burgenland; ha lo status di comune mercato (Marktgemeinde). Nel 1970 aveva inglobato il comune di Moschendorf, tornato autonomo nel 1996.